# Геронімув
Геронімув (пол. Hieronimów) — село в Польщі, у гміні Сенно Ліпського повіту Мазовецького воєводства.
Населення — 54 особи (2011).
У 1975-1998 роках село належало до Радомського воєводства.

## Демографія
Демографічна структура станом на 31 березня 2011 року:
|          | Загалом | Допрацездатний вік | Працездатний вік | Постпрацездатний вік |
| -------- | ------- | ------------------ | ---------------- | -------------------- |
| Чоловіки | 30      | 3                  | 17               | 10                   |
| Жінки    | 24      | 3                  | 9                | 12                   |
| Разом    | 54      | 6                  | 26               | 22                   |